# Come to Nothing
«Come to Nothing» es el tercer sencillo del grupo de rock alternativo Evermore, tomado de su álbum debut Dreams, lanzado en 2004. 
La canción fue lanzada el 23 de mayo de 2005 en formato de descarga digital a través de iTunes y en formato de CD sencillo, y fue producida por Barrett Jones y John Alagía.

## Lista de canciones
Todas las canciones escritas y compuestas por Evermore, excepto 2 (theredsunband), 3 (The Panda Band) y 4 (The Vasco Era). 
| CD single / iTunes EP |                                        |          |  |
| N.º                   | Título                                 | Duración |  |
| 1.                    | «Come to Nothing» (by Evermore)        | 4:25     |  |
| 2.                    | «Devil Song» (by theredsunband)        | 2:27     |  |
| 3.                    | «Eyelashes» (by The Panda Band)        | 3:54     |  |
| 4.                    | «Don't Go to Sleep» (by The Vasco Era) | 2:54     |  |
| 5.                    | «It's Too Late»                        | 4:50     |  |
| 6.                    | «Come to Nothing»                      | 3:54     |  |

## Personal
- Jon Hume - vocales, guitarra
- Peter Hume - vocales, teclados, bajo
- Dann Hume - vocales, batería

## Lanzamiento
| Región    | Fecha              | Sello                           | Formato              | Catálogo   |
| --------- | ------------------ | ------------------------------- | -------------------- | ---------- |
| Australia | 23 de mayo de 2005 | East West Records, Warner Music | CD, Descarga digital | 5046781662 |